# Blomberg (Haushaltsgerätehersteller)

Logo

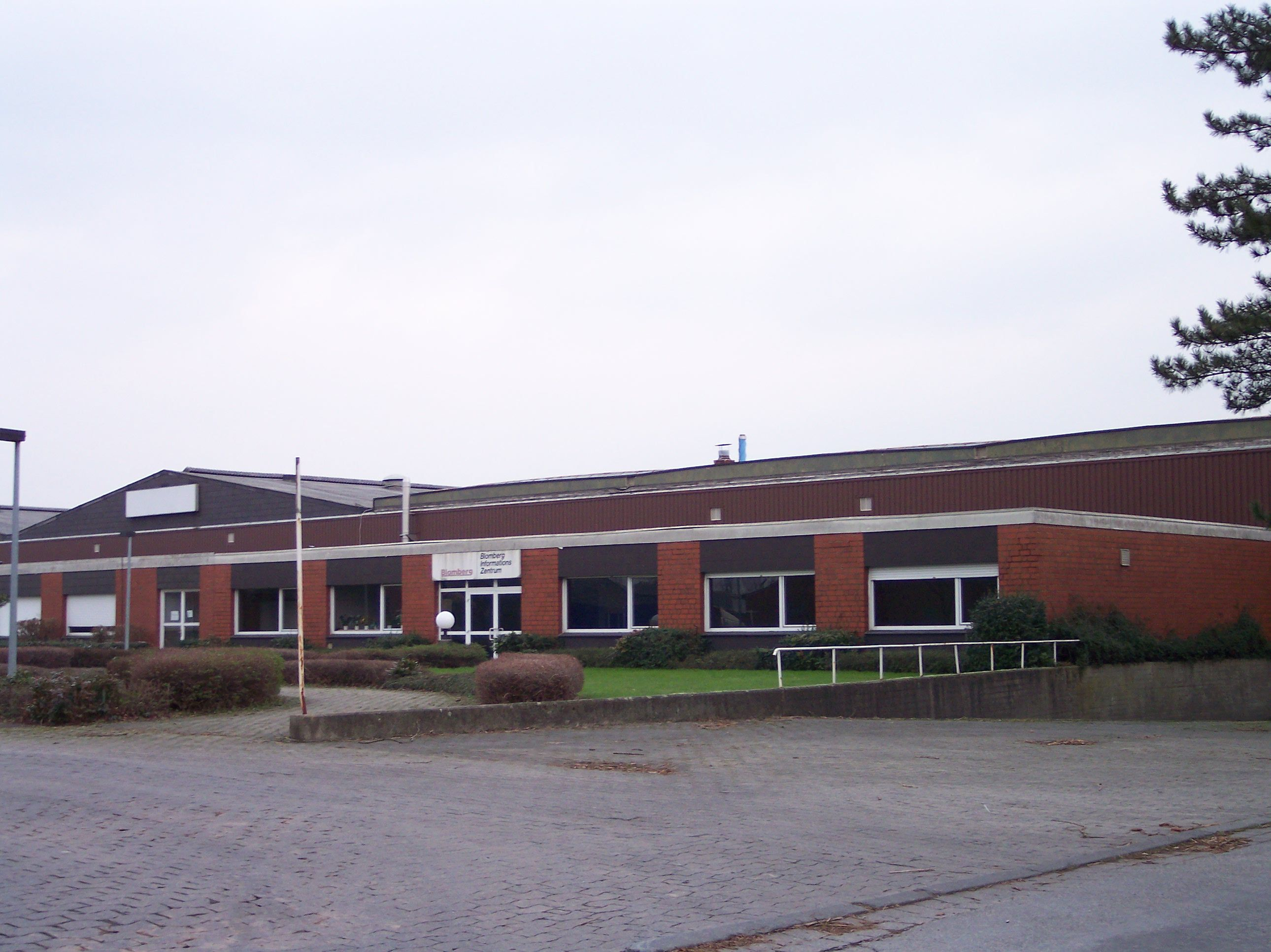
Teil der Hallen von Blomberg

Blomberg war ein Hersteller von Haushaltsgeräten in Ahlen/Westfalen. 1883 als metallverarbeitendes Unternehmen gegründet, begann Blomberg 1949 mit der Herstellung von Waschmaschinen; weitere Haushaltsgeräte folgten.

## Geschichte
Nachdem Blomberg 1978 die österreichische Elektra Bregenz GmbH übernommen hatte, wurde das Unternehmen seinerseits mehrfach übernommen, so 1994 vom italienischen EL.FI.-Konzern. 1994 wurde es der französischen Groupe Brandt zugeordnet und wurde – nach deren im Jahr 2002 eingetretenen Insolvenz – von der türkischen Arçelik A.Ş., einer Tochter der Koç-Unternehmensgruppe, erworben. Blomberg ist aktuell eine Marke von Arçelik, deren Erzeugnisse von der Beko Germany GmbH vertrieben werden.
Die Blomberg-Geräteproduktion wurde – wie die der Elektra Bregenz GmbH – zu Arçelik nach Istanbul ausgelagert. Am Standort Ahlen verblieben zunächst die Blomberg Werke GmbH als Entwicklungsabteilung und die Blomberg Vertriebsgesellschaft mbH, bevor diese geschlossen wurden.